# Bahrain (Insel)
Die Insel Bahrain (arabisch جزيرة البحرين, DMG Ǧazīrat al-Baḥrain; historisch auch جزيرة أوال / Ǧazīrat Awāl) ist die Hauptinsel des gleichnamigen Inselstaats Bahrain.
Sie hat eine Fläche von 572 km². Der höchste Punkt des Kalkplateaus ist die Anhöhe Dschabal ad-Duchan.
Auf der Insel liegt Manama, die Hauptstadt des Königreichs Bahrain.